# Run (film, 2014)
Pour les articles homonymes, voir Run.
Pour plus de détails, voir Fiche technique et Distribution.
Run est un film franco-ivoirien réalisé par Philippe Lacôte et sorti en 2014.
Le film, qui a concouru dans la section Un certain regard au Festival de Cannes 2014, est sélectionné comme entrée ivoirienne pour l'Oscar du meilleur film en langue étrangère à la 88e cérémonie des Oscars qui s'est déroulée en 2016.

## Synopsis
Après avoir tué le Premier ministre de son pays, Run s'enfuit. Pour masquer son identité, il prit le visage et les vêtements d’un fou. Enfant, il était l’apprenti d’un sorcier et voulait devenir faiseur de pluie. Il passe en revue sa vie en dents de scie, ses périples avec Gladys, la mangeuse professionnelle, et son passé en tant que membre de milice et jeune patriote, au cœur du conflit politique et militaire en Côte d’Ivoire,,,.

## Distribution
- Abdoul Karim Konaté : Run
- Isaach de Bankolé : Assa
- Reine Sali Coulibaly : Gladys
- Abdoul Bah : Run (10-14 ans)
- Alexandre Desane : l'amiral
- Rasmané Ouédraogo : Tourou
- Adelaïde Ouattara : Gaëlle
- Clément Drabo : Maro
- Djinda Kane : Claire
- N'Zanffouet Bienvenue Vianey Koffi : Moya
- Anne Pamela Anghate Agoh : Aida (14 ans)
- Stéphane Sebime : Boris
- Koné Soma : l'ancien
- Safiatou Coulibaly : Aida (8 ans)